# Monarchia duale di Francia e Inghilterra
La monarchia duale di Francia e Inghilterra (anche chiamata «l'Unione delle due corone») fu un'unione personale presente durante l'ultima fase della guerra dei cent'anni, quando Carlo VII di Francia ed Enrico VI d'Inghilterra disputarono la successione al trono di Francia. Cominciò il 21 ottobre 1422 alla morte del re Carlo VI di Francia, che avendo firmato il Trattato di Troyes, diede la corona francese al suo genero Enrico V d'Inghilterra e agli eredi di Enrico. Escludeva il figlio di re Carlo, il Delfino Carlo, che per diritto di primogenitura era l'erede del Regno di Francia. Sebbene il Trattato fosse stato ratificato dagli Stati Generali di Francia, l'atto era una violazione della legge francese di successione che decretava che la corona francese non poteva essere alienata. Enrico VI, figlio di Enrico V, divenne re sia d'Inghilterra che di Francia e fu riconosciuto solo da inglesi e borgognoni fino al 1435 come re Enrico II di Francia. Fu incoronato Re di Francia il 16 dicembre 1431.
In termini pratici, la pretesa di re Enrico di sovranità e legittimità de jure come re di Francia fu riconosciuta solo nei territori francesi controllati dagli alleati e dagli inglesi che erano sotto il dominio del suo consiglio di reggenza francese, mentre Carlo VII regnava come re di Francia nei territori a sud del fiume Loira.
Il Delfino fu incoronato re Carlo VII di Francia a Reims il 17 luglio 1429, in gran parte grazie agli sforzi marziali di Giovanna d'Arco, che credeva che fosse sua missione liberare la Francia dagli inglesi e far incoronare Carlo a Reims. Nel 1435, il duca di Borgogna, liberato dai suoi obblighi nei confronti di Enrico VI da un legato pontificio, riconobbe Carlo VII come legittimo re di Francia. La defezione di questo potente nobile francese segnò il declino del regno de facto di Enrico sulla Francia. La doppia monarchia terminò con la presa di Bordeaux da parte delle forze di Carlo VII il 19 ottobre 1453 dopo la vittoria finale nella battaglia di Castillon (17 luglio 1453), portando così a conclusione la Guerra dei Cent'anni. Gli inglesi furono espulsi da tutti i territori che avevano controllato in Francia, con la sola eccezione di Calais. Carlo VII si era così affermato come il re incontrastato di quasi tutta la Francia.

La Francia nel 1428. Parigi era il centro dei territori anglo-borgognoni. Tutti i territori a sud del fiume Loira erano leali a Carlo VII eccetto per Bordeaux.